# Kajmán-szigetek
A Kajmán-szigetek (angolul: Cayman Islands) három szigetből álló szigetcsoport a Karib-tengeren, az Egyesült Királyság tengerentúli területe.

## Földrajz
A szigetcsoport a nevét egy őshonos gyíkfajtának köszönheti, melyet kezdetben egy krokodilfajtával azonosítottak.
A szigetcsoport összesen 3 szigetből áll: Nagy-Kajmán, Kis-Kajmán és Cayman Brac. A Nagy-Kajmán körülbelül 300 km-re fekszik délre Kubától, illetve kb. 315 km-re északnyugatra Jamaicától. A szigetek teljes alapterülete kb. 262 km², amelyből a legnagyobb részt a Nagy-Kajmán, a maga 197 km²-ével teszi ki. A keleten fekvő Cayman Brac 36 km², a Kis-Kajmán-sziget 26 km² területű. A Nagy-Kajmántól a Kis-Kajmán-sziget kb. 110 km-re keletre fekszik, tőle 8 km-re keletre van a Cayman Brac sziget.
Maguk a szigetek egy tenger alatti hegység, a Kubáig érő Cayman Ridge csúcsai, melyeket korallszirtek öveznek, s alig néhány méterrel emelkednek a tenger szintje fölé. Legmagasabb pontja a Cayman Brac keleti fennsíkján található, ez is csupán 43 méter magas.

## Lakosság
A lakosság kb. 90%-a a legnagyobb szigeten, Nagy-Kajmánon él. 
Mivel a szigetnek nem volt őslakossága,[forrás?] a mai lakosság teljes egésze az egykori telepesek és rabszolgák leszármazottja, vagy betelepült. Az évszázadok alatt egy igen kevert lakosság alakult ki, amely azonban példás harmóniában él együtt. A legelső telepesek nagyrészt Skóciából érkeztek a szigetekre, a később idetelepült fehér lakosság nagy része Angliából, Kanadából és az Egyesült Államokból, a fekete lakosság pedig jórészt Jamaicából települt át.

### Népességének változása
| Lakosok száma | 7867 | 8442 | 10 137 | 14 663 | 18 543 | 26 211 | 35 596 | 46 032 | 54 275 | 65 483 |
|               | 1960 | 1966 | 1972   | 1978   | 1984   | 1991   | 1997   | 2003   | 2009   | 2023   |

### Vallások
A legelterjedtebb vallás a kereszténység, amely azonban számtalan felekezetre és szektára oszlik. A legnagyobb közösséget az anglikán egyház mondhatja magáénak, de a katolikus egyház és a kisebb keresztény szekták templomai is szép számmal fellelhetőek a szigetek egész területén. A szigeteken kisszámú zsidó, buddhista, muszlim és hindu közösség is megtalálható.

### Etnikumok
A lakosság 40%-a fekete-fehér keverék, úgynevezett mulatt. 20% fekete, szintén 20% fehér. A fennmaradó ugyancsak 20% zömmel ázsiai. A mulattok külső megjelenésükben afrikai jellegűek, bár világosabb a bőrszínük a feketéknél. Az afrikai feketék a rabszolgák leszármazottai. A fehérek az európai, brit gyarmatosítók utódai. Az ázsiai bevándorlók többsége Indiából érkezett az országba.

## Történelem

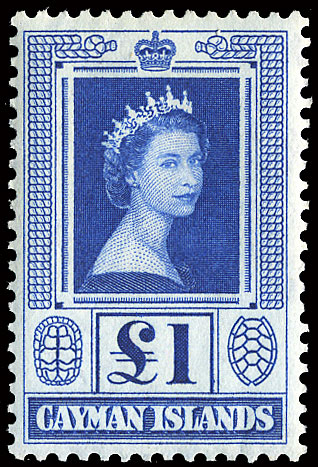
Kajmán-szigeteki 1 font sterlinges bélyeg 1953-ból, II. Erzsébet királynő portréjával.

A Kajmán-szigeteket európai szem először Kolumbusz Kristóf negyedik, utolsó útján látta, 1503. május 10-én. Akkor Las Tortugasnak nevezték, az itt látott sok tengeri teknős után. Az első feljegyzett angol látogató Sir Francis Drake volt, aki 1586-ban partra szállt itt, és Kajmán-szigeteknek nevezte el a helyet. A kajmán a helyi őslakosok, a tainók nyelvéből származó szó volt az itt élő krokodilfélékre.
A Kajmán-szigetek első feljegyzett állandó lakosa Isaac Bodden volt, aki Nagy-Kajmán szigeten született 1700 körül. Unokája volt a Bodden nevű eredeti betelepülőnek, aki valószínűleg Oliver Cromwell katonája volt Jamaica 1655-ös elfoglalásakor.
A szigeteket a közeli Jamaicával együtt az angolok előbb elfoglalták, majd 1670-ben a madridi szerződéssel jogilag is az övék lett. 1962-ig Jamaica gyarmat része volt, akkor Jamaica független lett a Nemzetközösségen belül, Kajmán-szigetek pedig önálló brit tengerentúli területté vált.
A külügyek, a honvédelem, s gazdasági ügyek egy része a brit királynő (de facto a brit kormány) által kinevezett kormányzó hatáskörébe tartozik. A többi ügyet a hely lakosok által választott parlament, s választásokon nyertes párt által delegált főminiszter intézi.
Nagy-Kajmán szigeten 2004. szeptember 11-12-én hurrikán pusztított. A károk a sziget 70%-át érintették, sok épület tönkrement. Hasonlóan súlyos hurrikán előtte 86 évvel volt. Megszakadt a víz- és a villanyellátás, valamint a hírközlés. A szigeten azonnal nagyszabású újjáépítés indult, két éven belül helyreállították a hurrikán előtti infrastruktúrát. A Kajmán-szigeteké az a kétes dicsőség, hogy ők a legjártasabbak a hurrikánkárok helyreállításában a történelemben. A szigetek helyzete miatt a Kajmán-szigeteket gyakrabban éri hurrikán, mint az Atlanti térség bármely más helyét, átlag 2,23 évente. Manapság a Kajmán-szigeteken a legmagasabb az életszínvonal a karibi térségben, a virágzó turizmusnak és pénzügyi szektornak köszönhetően. Néhány politikus 2015-ben felvetette, hogy a szigetek olyan jelentős bevételi forrásokkal bírnak, hogy talán a terület képes lenne megállni a saját lábán, ezért akár kikiálthatná a függetlenségét Nagy-Britanniától. A szigetek kinevezett kormányfője, Alden McLaughlin ezt visszautasította és kijelentette, hogy a szigetek számára biztosabb, ha Nagy-Britannia birtoka marad.

## Közigazgatás

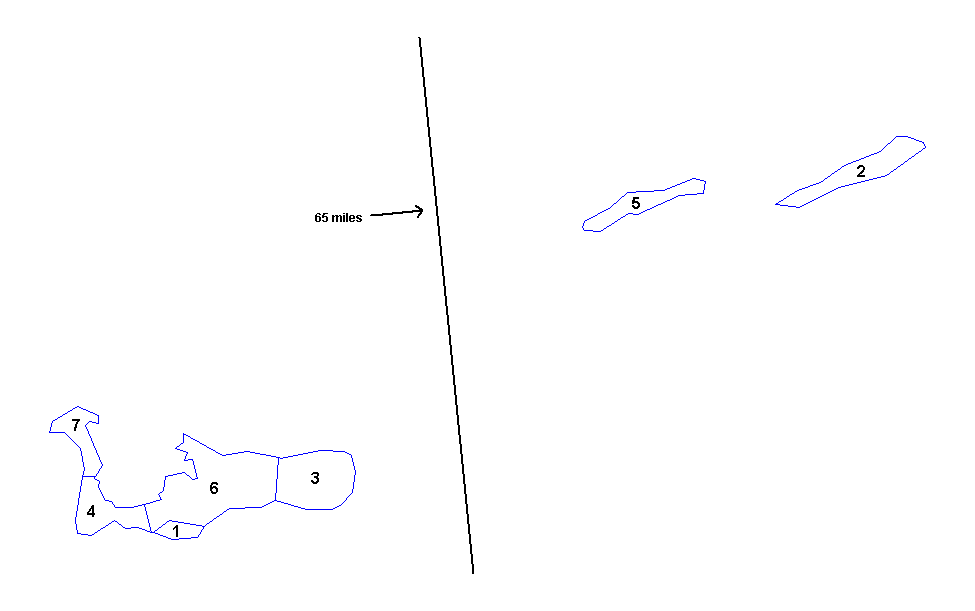
közigazgatás

1. George Town (székhely)
2. East End
3. North Side
4. West Bay
5. Bodden Town

1. West End
2. Stake Bay
3. Creek
4. The Rock
5. Cotton Tree Bay
6. Watering Place

## Gazdaság
A szigetek a világ egyik legfontosabb offshore helyszíne, gazdaságában emellett fontos szerepet játszik a turizmus és a halászat.

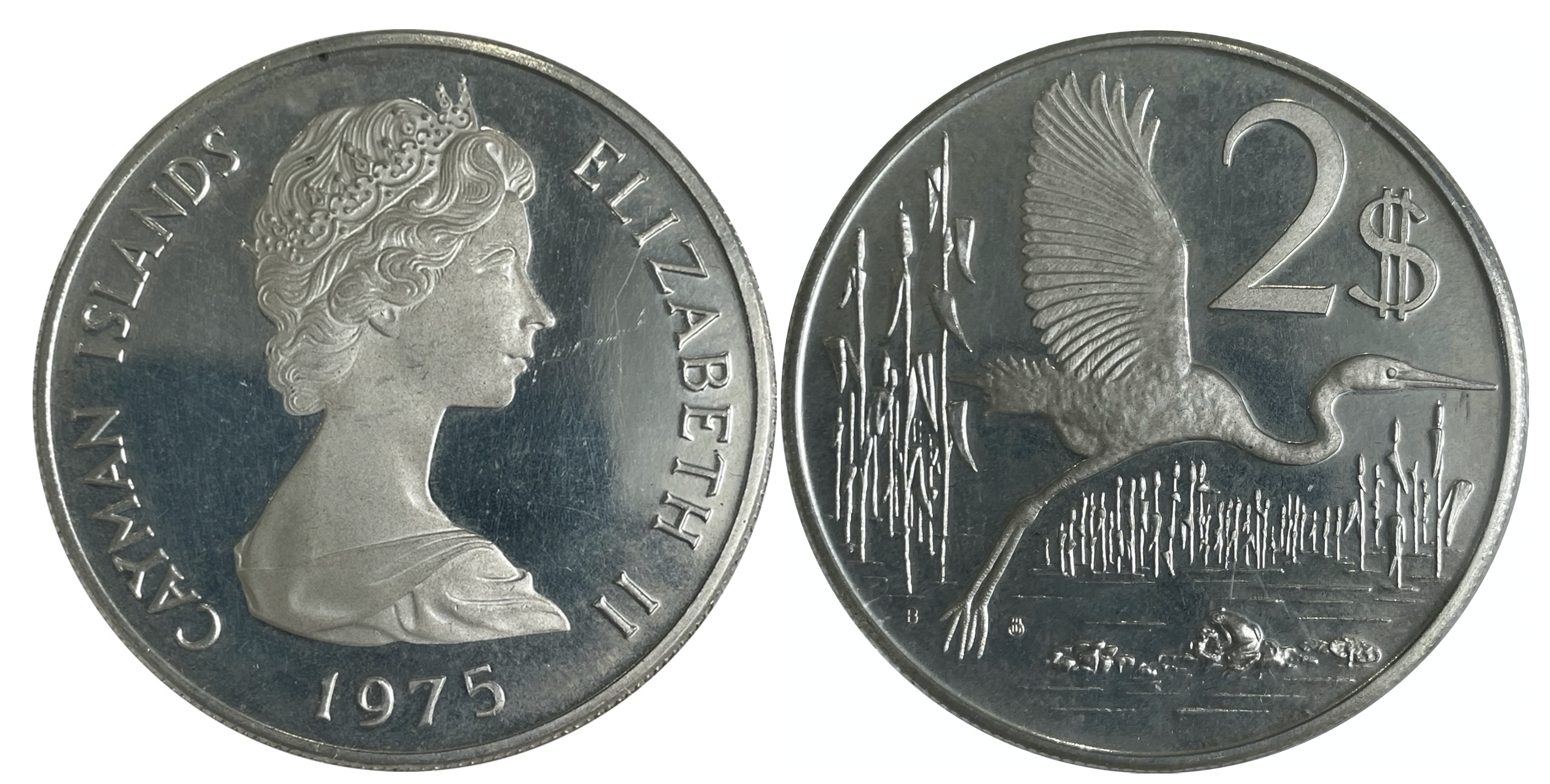
Kajmán-szigeteki 2 dolláros érme, II. Erzsébet királynő portréjával. A terület saját pénznemmel, a kajmán-szigeteki dollárral rendelkezik.

## Közlekedés
- Közutak hossza: 403 km
- Repülőterek száma: 3
- Kikötők száma: 2

## Kultúra

### Gasztronómia
A Kajmán szigeteket egyesek a karibi térség kulináris központjá-nak tartják. A tengergyümölcsei, a trópusi gyümölcsök, a friss, helyben termelt zöldségek már a kezdetektől fogva meghatározó alapanyagai a kajmán-szigeteki konyhának.
Általában novemberben a legkedveltebb fogás a szárnyascsiga, amit többféleképpen is el lehet készíteni, akár pörköltnek vagy csak pácolva. Adaléknak sokféle hozzáfaló jöhet, mint a hagyma, citrom, ketchup. Fogyasztják kókuszkenyér vagy sóskeksz kíséretében is.
Főleg karácsonykor szolgálnak fel marhahúst kajmán-szigeteki módra. Fontos, hogy a hús minél frissebb legyen, ezért az állatot a hentesek egy héttel az ünnepek előtt vágják le, míg a családok jó előre jelezhetik, mennyi húst akarnak venni. A marhahúst sokkféle hozzávalóval, így erőspaprikával, feketeborssal, fűszerpaprikával, fokhagymával és hagymával ízesítik. A húst órákig párolják a saját levében, míg egészen megpuhul és szaftos nem lesz. Általában rizzsel, krumplival vagy tápiókával tálalják.
Ugyancsak népszerű a baromfihús, amit jamaicai módra készítenek a Kajmán-szigeteken, s előtte fűszerkeverékben (gyömbér, kakukkfű, szegfűszeg, erőspaprika, szójaszósz, fokhagyma, mogyoróhagyma, fahéj) pácolnak meg, adva hozzá kis barnacukrot is. A húst rácson sütik, s rizses babot, esetleg kukoricakenyeret fogyasztanak mellé.
Vasárnaponként kedvenc időtöltése a helyieknek a halsütés baráti társaságban. A halat sokféle mártással ízesíthetik és gyakran esznek hozzá sózott kenyeret. Helyi különlegesség a tűzhalból készült fogások, amelynek édeskés húsát citrommal, fűszerpaprikával, korianderrel, sós páclével és útifűvel teszik még pikánsabbá.
A homárt decembertől februárig halásszák a szigetek vizein. A homárt paprikával, hagymával, paradicsommal, fokhagymával, szósszal, citrommal és erőspaprikával ízesítik, megpárolják és rizzsel, borsóval valamint pirított zöldségekkel tálalják.
Kajmán-szigeteki különlegesség még a rundown nevű krémleves, amelynek alapanyagai tej, kókusztej, hagyma, fokhagyma, gyömbér, kakukkfű, pimiento paprika, erőspaprika és tök.

## Képek

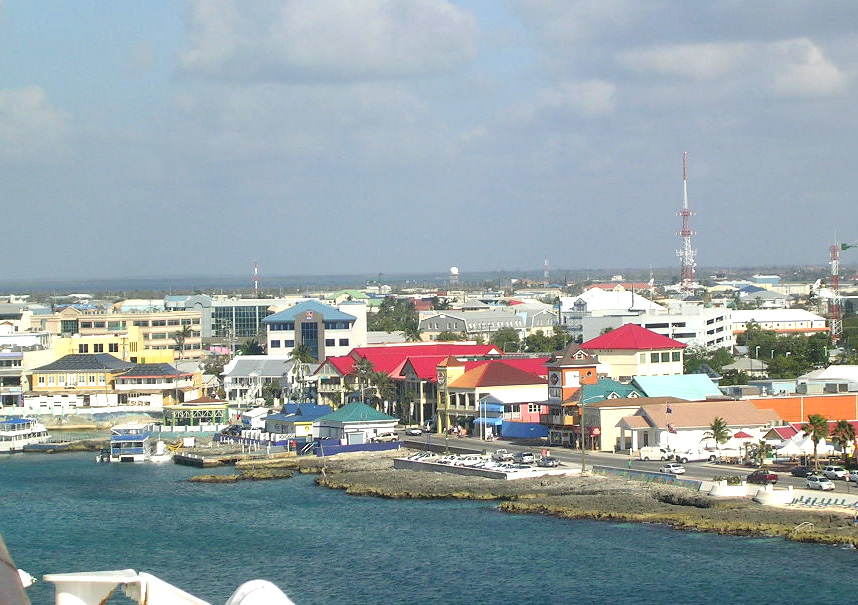
George Town
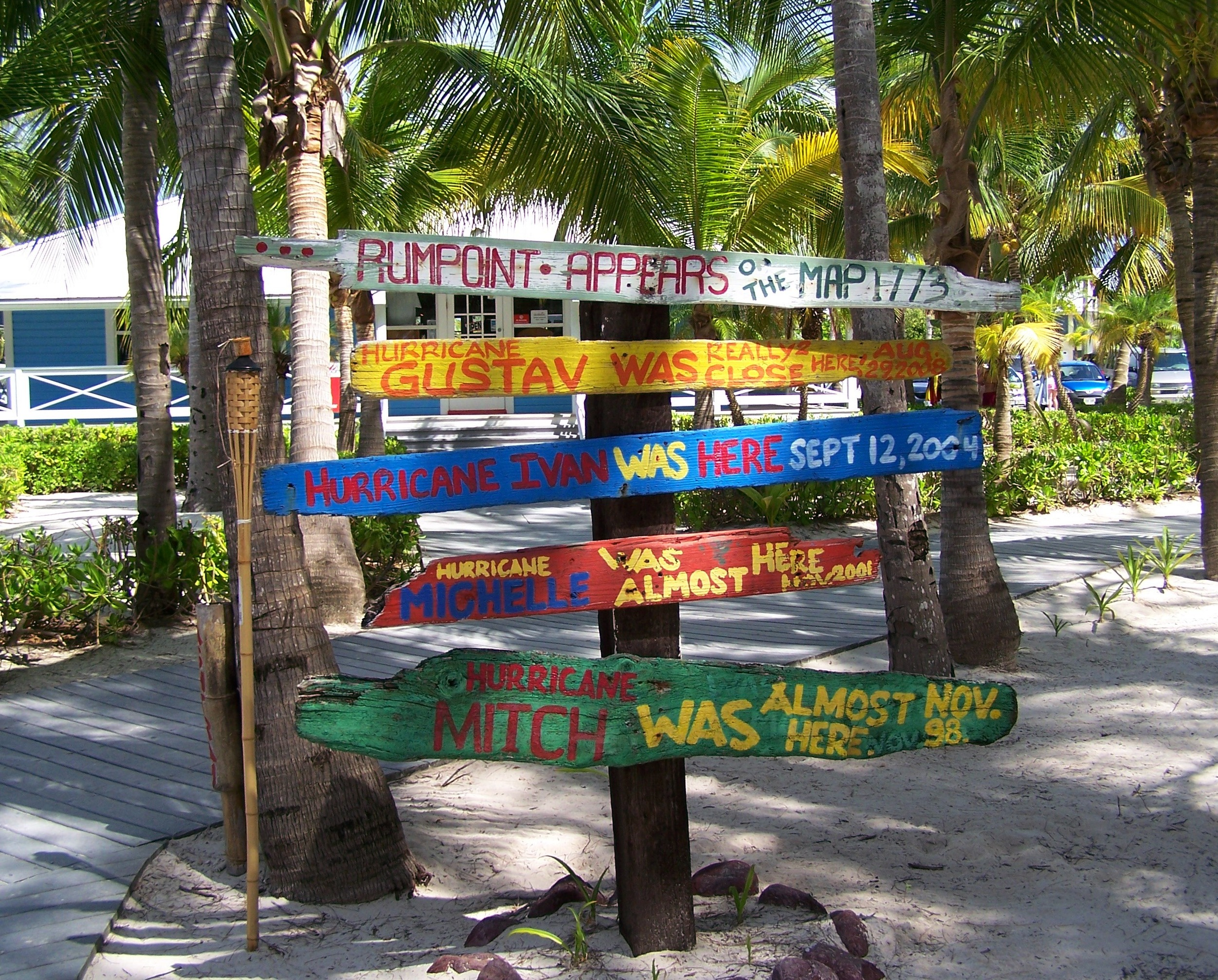
Hurrikán emléktáblák a Nagy-Kajmán szigeten
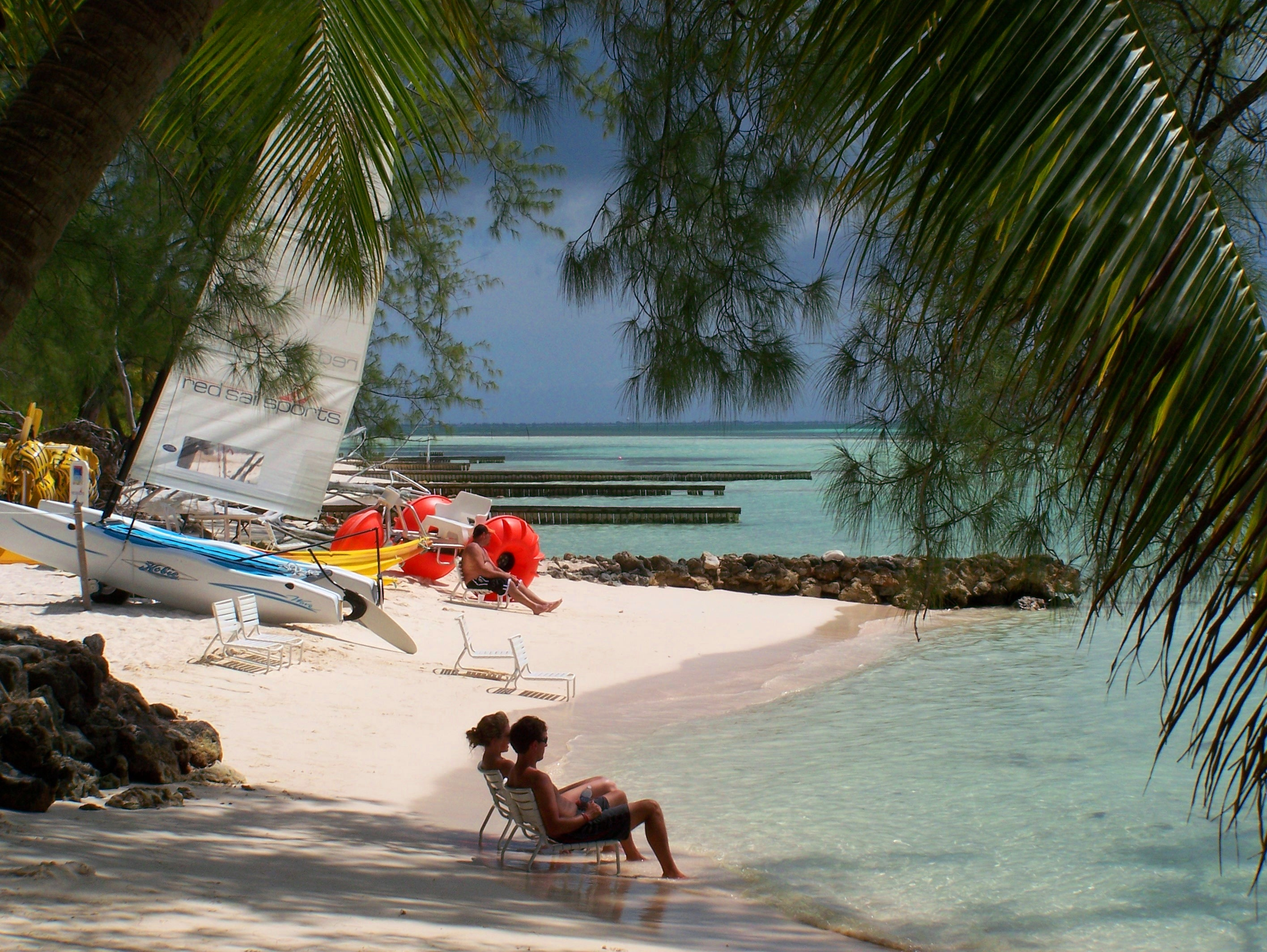
Rum point beach Nagy-Kajmán szigeten
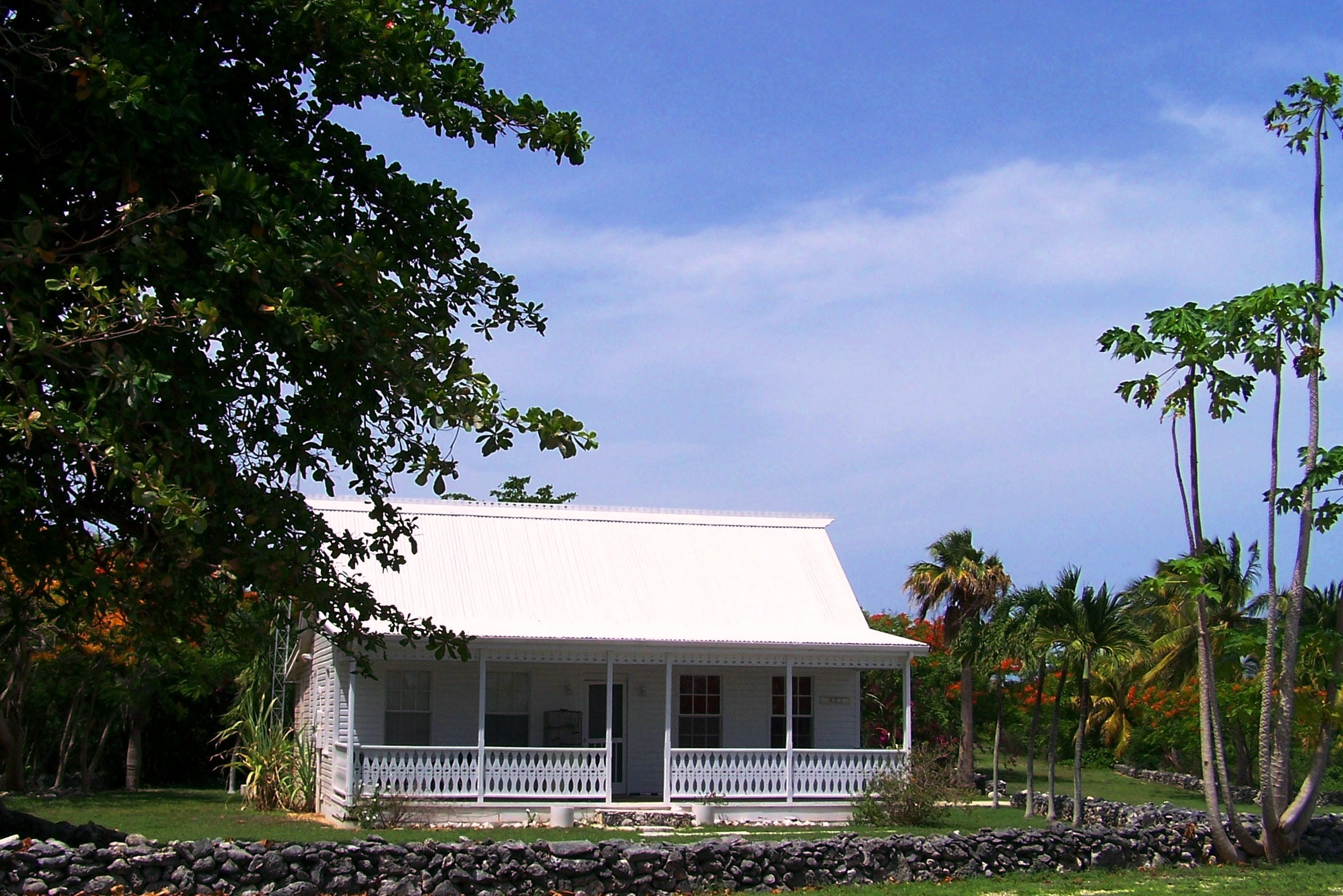
tradicionális kajmán ház a Nagy-Kajmán szigeten
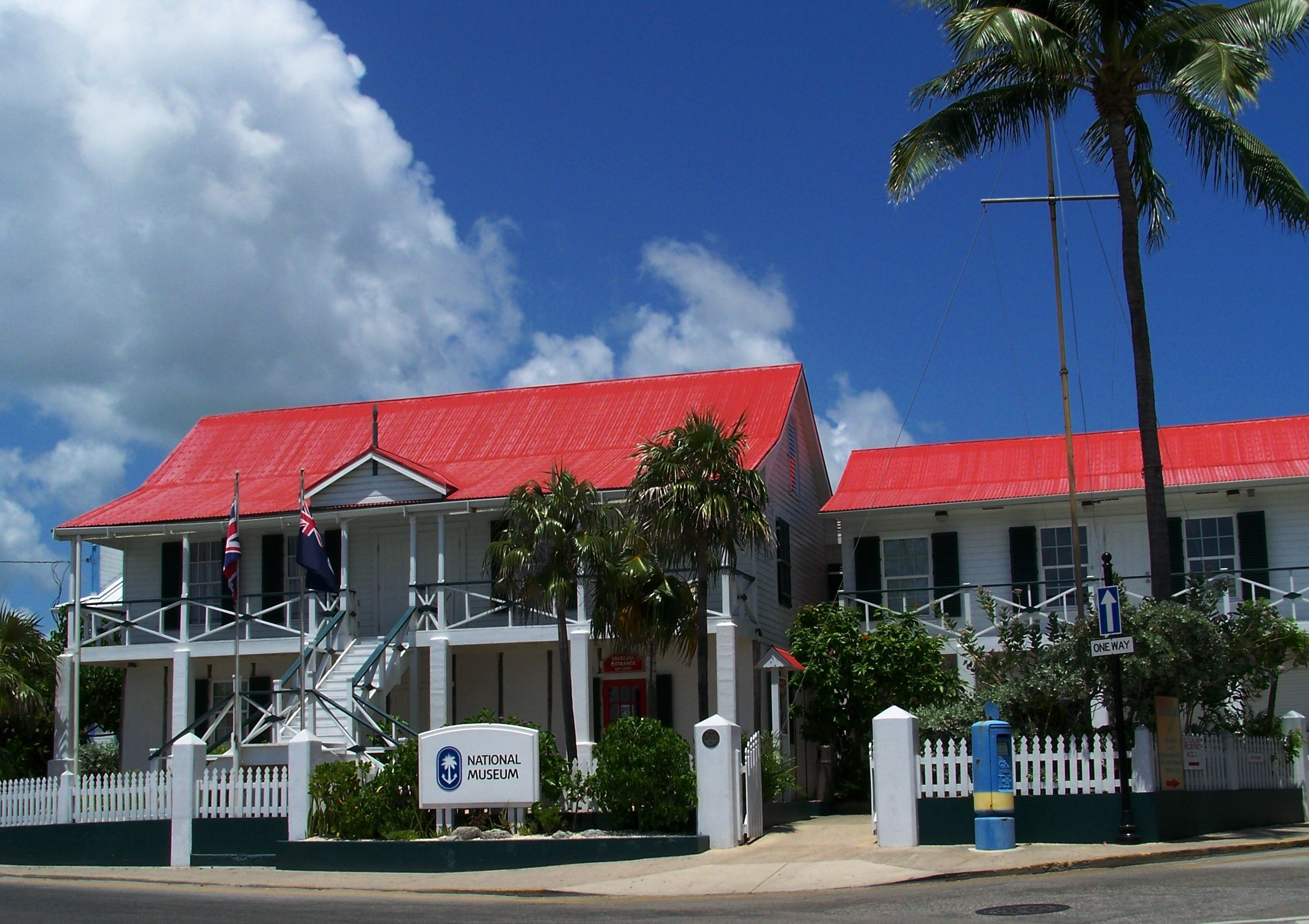
Nemzeti Múzeum a Nagy-Kajmán szigeten
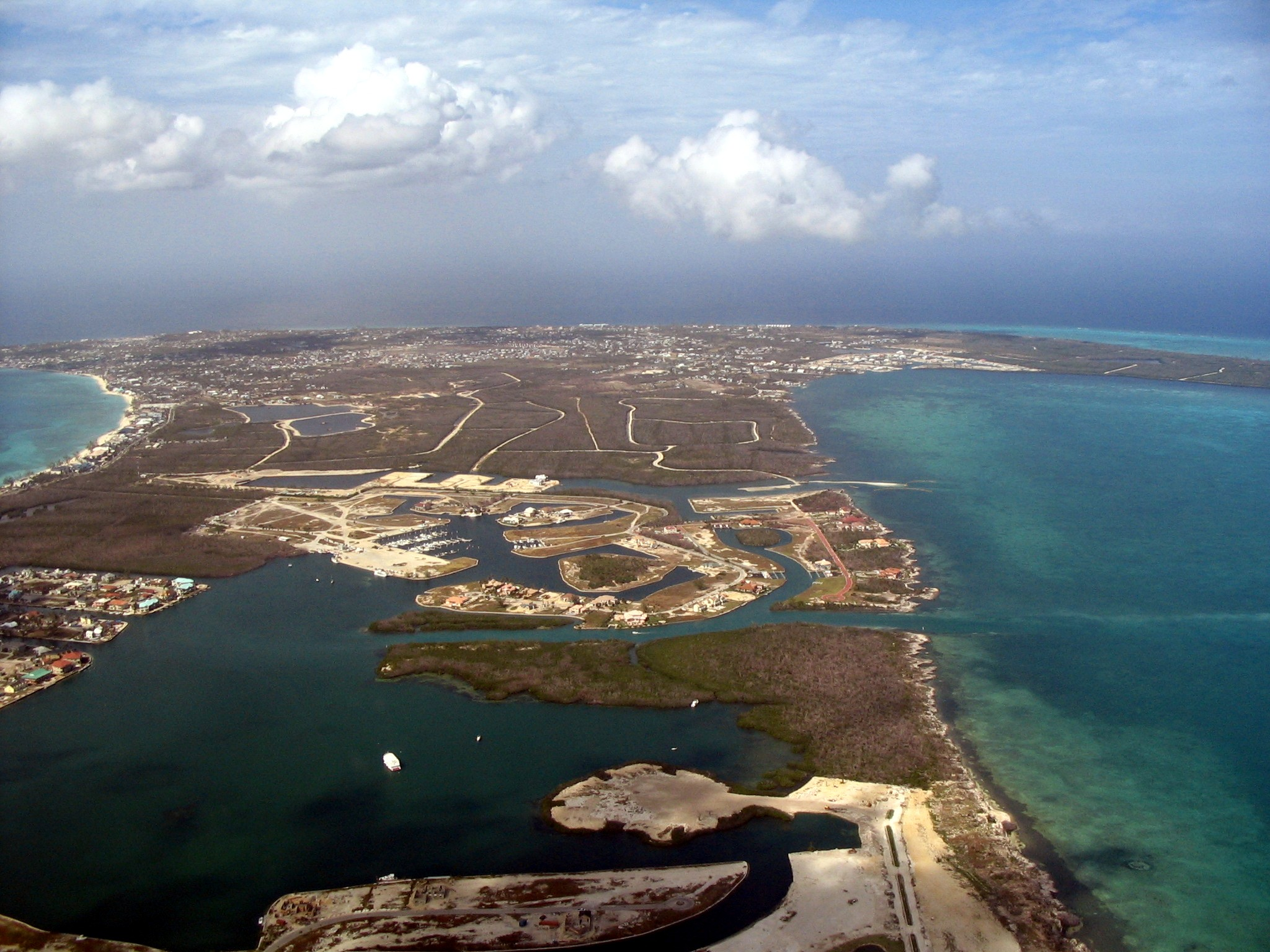
Nagy-Kajmán sziget madártávlatból
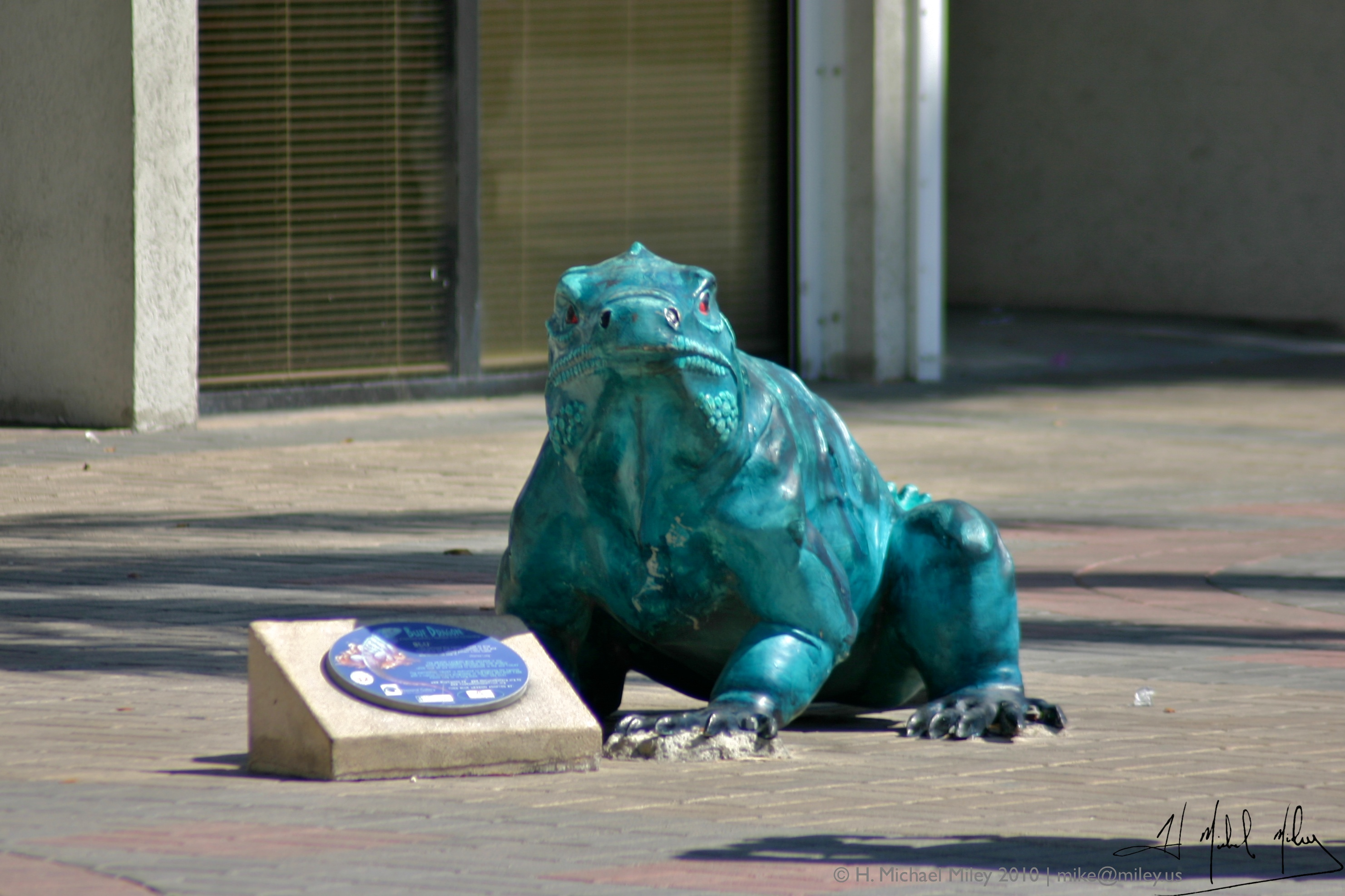
Kék Iguana szobor George Town, Nagy-Kajmán sziget
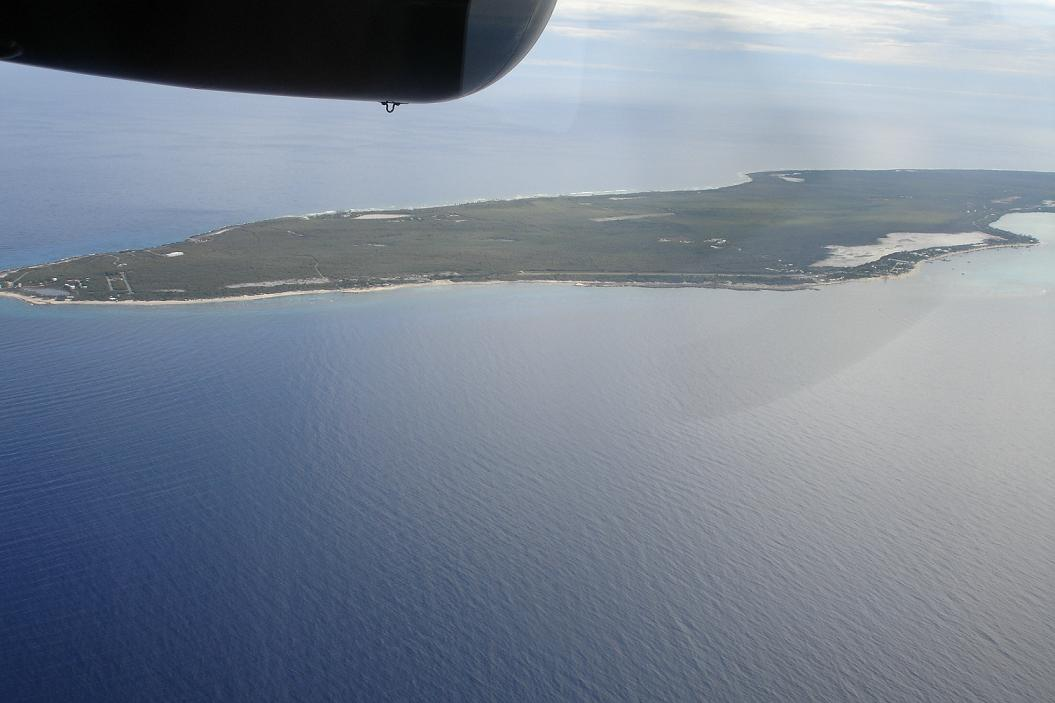
Kis-Kajmán madártávlatból
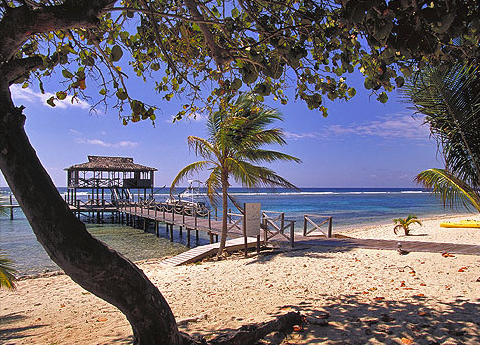
Cayman Brac
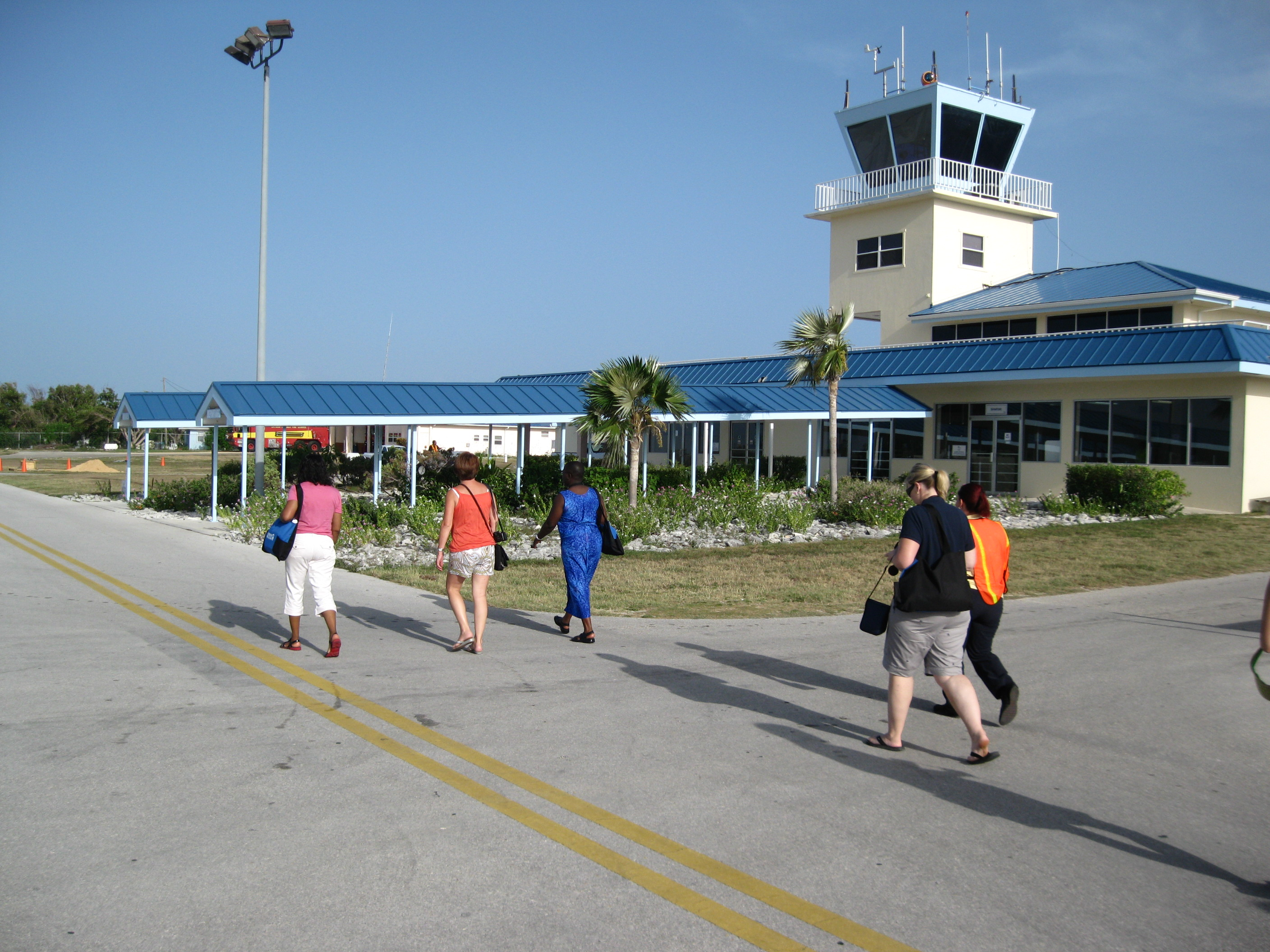
Cayman Brac repülőtér

## Sport
- Bővebben: A Kajmán-szigetek az olimpiai játékokon
- Bővebben: Kajmán-szigeteki labdarúgó-válogatott